# 이수정 (1987년)
이수정(1987년 11월 8일 ~ )은 대한민국의 레이싱 모델 출신 방송인이다.

## 경력
- 2009년 SK 와이번스 치어리더
- 2013년 UFC 옥타곤 걸

### 레이싱 모델
- 2008년 슈퍼 300 국제 자동차 경주대회 쌍용자동차 전속모델
- 2008년 CJ 슈퍼레이스 CJ 본부 전속모델

## 방송
- 2009년 KBS 《천하무적 토요일 - 천하무적 야구단》
- 2012년 MBC 에브리원 《Appeal》
- 2012년 MBC 《아들 녀석들》- 수정 역
- 2013년 채널A 《한양 스캔들》
- 2013년 tvN 《푸른거탑》- 김양 역
- 2013년 tvN 《솔로탈출 메뉴얼 PLAY GUIDE》
- 2013년 ONT 《멜로디 시즌 4》
- 2013년 XTM 《절대남자 시즌 3》
- 2013년 채널A 《불멸의 국가대표 시즌 2》
- 2013년 Mnet 《방송의 적 이적쇼》
- 2013년 MBC every1 《누구세요》
- 2014년 tvN 《황금거탑》
- 2015년 MBC 드라마넷 《스웨덴 세탁소》
- 2017년 G1강원민방 《2018불꽃원정대(예능)》

## 영화
- 《퀵》 (2011년) - 스포츠카 미녀 역
- 《미스체인지》 (2013년) - 여자 역
- 《환타스틱 러브짐》 (2015년) - 은정 역
- 《캠핑》 (2016년) - 은미 역

## 음반
싱글
- Analysis 01 (2012년)

참여음반
- 이비아 - 《난 좀 놀 줄 아는걸》 (2012년)

## 수상
- 2010년 아시아 모델 시상식 레이싱모델상
- 2014년 케이블TV 방송대상 TV스타상

## 가족관계
- 언니: 이수진 (레이싱모델)